# Бенуа Годе
Бенуа Годе (англ. Benoit Gaudet; 18 грудня 1979, Драммонвіль) — канадський професійний боксер, призер чемпіонату світу серед любителів.

## Аматорська кар'єра
На чемпіонаті світу 1999 завоював бронзову медаль.
- В 1/8 фіналу переміг Дірка Крюгера (Німеччина) — 12-0
- У чвертьфіналі переміг Вальдемара Фонт (Куба) — 4-3
- У півфіналі програв Георге Олтяну (Румунія) — 1-7

2002 року став бронзовим призером Ігор Співдружності.
На Олімпійських іграх 2004 у першому бою переміг Сомлук Камсінг (Таїланд) — 32-17, а у другому поєдинку програв Чо Сок Хван (Південна Корея) — 16-28.

## Професіональна кар'єра
Виступав на професійному рингу впродовж 2005—2011 років і завершив виступи з рекордом 24–3 (10 КО).
2 травня 2009 року Годе був нокаутований в дев'ятому раунді чемпіоном WBC у другій напівлегкій вазі Умберто Сото (Мексика).